# John Lothrop Motley
John Lothrop Motley, född den 15 april 1814 i Dorchester i Massachusetts, död den 29 maj 1877 nära Dorchester i England, var en amerikansk diplomat och historieskrivare.  
Motley inhämtade delvis sin bildning vid universiteten i Göttingen (där han var studentkamrat och ungdomsvän till Bismarck) och Berlin (1831-1833). År 1841 var Motley en kort tid amerikansk legationssekreterare i Sankt Petersburg, men ägnade sig sedan helt åt litterär verksamhet. 
Han slog sig 1851 ned i Europa för att idka arkivforskningar för en historia om Nederländerna. Hans berömda verk History of the rise of the dutch republic (3 band, 1856) väckte allmänt bifall och översattes till de flesta europeiska språk (en svensk översättning, "Nederländernas frihetsstrid", utkom i 4 band 1883-1887). En fortsättning därav var History of the United Netherlands (4 band, 1860-1868). 
Motley var Förenta staternas sändebud 1861-1867 i Wien och 1869-1870 i London och var därefter till sin död bosatt i England. Utom ovannämnda verk rörande Nederländernas historia utgav han The life and death of John Barneveld, advocate of Holland, with a view of the primary causes of the thirty years' war (2 band, 1874). 
Motleys historiska verk utmärks av samvetsgrann forskning, livfullt framställningssätt och varm medkänsla för de förtryckta. Motleys Correspondence utgavs 1889 av G.W. Curtis, hans samlade arbeten i 17 band 1900 i New York och i 9 band 1903-1904 i London.